# Francis Hackett
Francis Hackett, född 21 januari 1883, död 25 april 1962, var en irländsk-amerikansk journalist och författare.
Hackett har skrivit flera historiskt-sociologiska arbeten, särskilt rörande irländska förhållanden, samt ett par romaner. Hans främsta arbete är Henry VIII. A Personal History (1929, svensk översättning samma år), en stort anlagd personlighetsskildring.